# Joan Mitchell

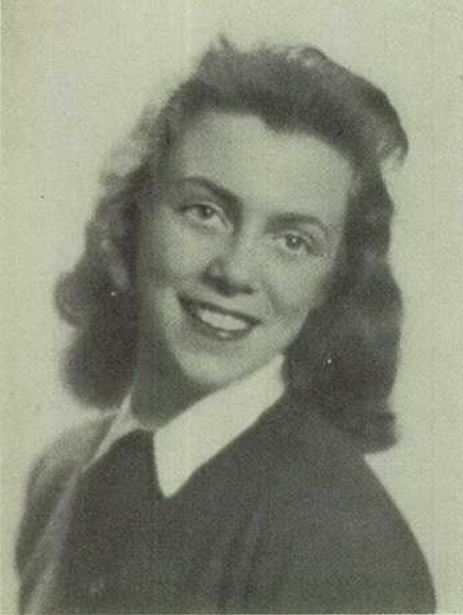
Joan Mitchell, ca. 1942, annuario della scuola Francis W. Parker School

Joan Mitchell (Chicago, 12 febbraio 1925 – Parigi, 30 ottobre 1992) è stata una pittrice statunitense, appartenente all'espressionismo astratto americano e poi all'Action painting.

## Biografia
Nata il 12 febbraio 1925 a Chicago, figlia di una poetessa e scrittrice e montatrice, Marion Strobel, che ispirò l'interesse della figlia per la poesia, e di un dottore di successo, James Herbert Mitchell, dal quale ricevette la passione per l'arte. Joan Mitchell ha conseguito il Bachelor of Fine Arts e il Master of Fine Arte alla School of the Art Institute di Chicago. Trasferitasi a New York alla fine degli anni quaranta, si avvicinò allo stile di Willem de Kooning, Jackson Pollock e Hans Hofmann, importanti esponenti dell'espressionismo astratto.
Nel 1951 fu una delle poche donne invitate ad unirsi al The Club, il punto di ritrovo della East Eighth Street dove gli espressionisti astratti si incontrarono per discussioni settimanali. Nel 1951 Joan Mitchell entrò a far parte dell'innovativo "Ninth Street Show", diretto dal collezionista d'arte Leo Castelli presso il Circolo degli artisti del Greenwich Village.
Nei decenni successivi, l'artista ha soggiornato sia a Parigi sia a New York, diventando famosa per il suo stile caratterizzato dai ritmi compositivi, dalle forme a blocchi, dalla colorazione lirica e audace e dalle ampie pennellate gestuali dei suoi dipinti grandi, ispirandosi al paesaggio, alla natura e alla poesia, per comunicare emozioni e sentimenti senza creare un'immagine riconoscibile.Le opere di Joan Mitchell si caratterizzarono per strati luminosi di colore ispirati dalla natura, come ben evidenziato dal suo lavoro Sunflower (1972), e soprattutto per il bilanciamento di elementi di composizione strutturata con uno stato d'animo di improvvisazione selvaggia.
(Joan Mitchell)
(Klaus Kertess)
Joan Mitchell morì il 30 ottobre 1992 a Parigi, all'età di sessantasette anni.
Le sue opere sono presenti nelle collezioni del Centro Georges Pompidou di Parigi, del Museum of Modern Art di New York e della Tate Gallery di Londra, tra le altre.

## Premi
- Istituto di Arte di Chicago, 1947;
- Premio Lissone, Milano, 1961;
- Università di Miami, Ohio, Dottorato onorario, 1971;
- Brandeis Università, Premio di Arte Creativa, 1973;
- Scuola dell'Istituto di Arte di Chicago, Dottorato onorario, 1987;
- Ministero della cultura francese, Premio per l'arte, 1989;
- Grand Prix delle Arti (pittura) della Ville di Parigi, 1991.